# Amphilius chalei
Amphilius chalei är en fiskart som beskrevs av Lothar Seegers 2008. Amphilius chalei ingår i släktet Amphilius och familjen Amphiliidae. Inga underarter finns listade i Catalogue of Life.